# Betânia
Betânia är en kommun i Brasilien.   Den ligger i delstaten Pernambuco, i den östra delen av landet, 1 400 km nordost om huvudstaden Brasília. Antalet invånare är 12 005.
Omgivningarna runt Betânia är huvudsakligen savann. Runt Betânia är det mycket glesbefolkat, med 7 invånare per kvadratkilometer.